# دونا لاد
دونا لاد (بالإنجليزية: Donna Ladd)‏ هي صحفية أمريكية، ولدت في 9 أكتوبر 1961 في فيلادلفيا في الولايات المتحدة.